# Machault (Sekwana i Marna)
Machault – miejscowość i gmina we Francji, w regionie Île-de-France, w departamencie Sekwana i Marna.
Według danych na rok 1990 gminę zamieszkiwało 538 osób, a gęstość zaludnienia wynosiła 33 osób/km² (wśród 1287 gmin regionu Île-de-France Machault plasuje się na 792. miejscu pod względem liczby ludności, natomiast pod względem powierzchni na miejscu 141.).